# Формація Гелл-Крік
46°54′ пн. ш. 101°30′ зх. д. / 46.9° пн. ш. 101.5° зх. д.
Формація Гелл-Крік (Hell Creek Formation, букв. «пекельний струмок») — інтенсивно досліджуваний відклад переважно верхньокрейдових і деяких нижньопалеоценових порід у Північній Америці. Формація простягається над частинами Монтани, Північної Дакоти, Південної Дакоти та Вайомінгу. Названа на честь відслонень, що вивчалися вздовж Гелл-Крік, поблизу Джордана, штат Монтана. У Монтані формація Гелл-Крік накладається на формацію Фокс-Гіллз. У 1966 році Служба національних парків США оголосила територію розкопок у Гелл-Крік національною природною пам'яткою.
Це серія прісних і солонуватих глин, аргілітів та пісковиків, що сформувалися у маастрихтському—данському періодах (відповідно, кінець крейди та початок палеогену) внаслідок флювіальної активності в мінливих річкових руслах і дельтах, а також поодиноких торф'яних боліт уздовж низько розташованої східної континентальної околиці, що прилягала до пізньокрейдяного Західного внутрішнього моря. Клімат був м'яким, а наявність крокодилів і пальм свідчить про субтропічний і помірний клімат, без тривалих щорічних холодів. Відома багата на іридій крейдово-палеогенова межа, що відокремлює крейду від кайнозою, проявляється у вигляді переривчастої, але чітко вираженої тонкої маркерної товщі всередині формації та над нею, поблизу її кордону з вище лежачою формацією Форт-Юніон.
Найбільша у світі колекція скам'янілостей з Гелл-Крік зберігається і виставляється в Музеї Скелястих гір у Бозмені, штат Монтана. Представлені зразки є результатом проєкту «Гелл-Крік», спільної ініціативи музею, Університетів штату Монтана та Вашингтон, Каліфорнійського університету в Берклі, Університетів Північної Дакоти та Північної Кароліни, що розпочалася у 1998 році.

## Геологія

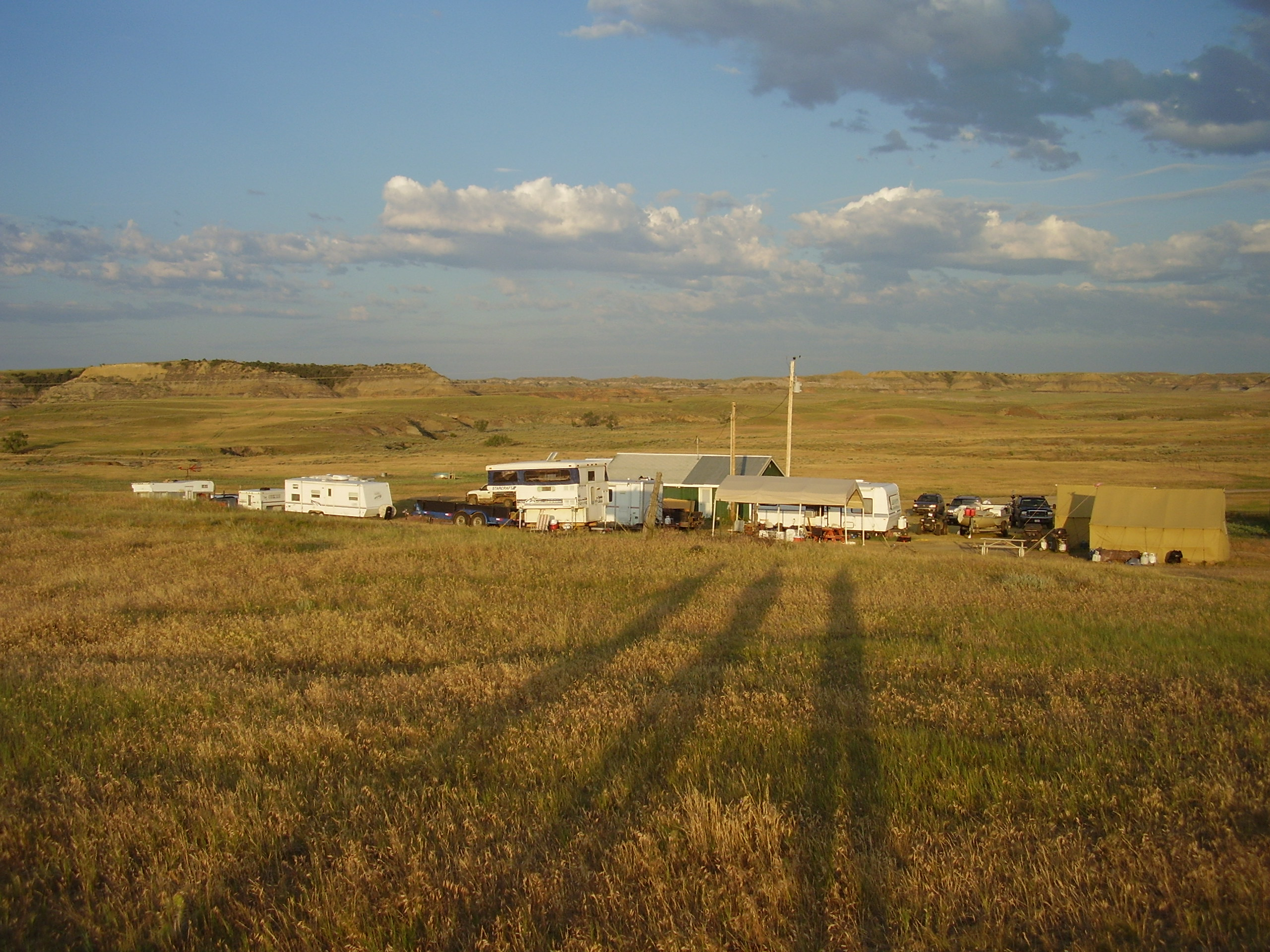
Палеонтологічний табір музею Скелястих гір у східній Монтані, формація Гелл-Крік (літній сезон розкопок 2009)

Формація Гелл-Крік в Монтані перекриває формацію Фокс-Гіллз і підстилає формацію Форт-Юніон. Межа з останньою проходить поблизу крейдово-палеогенової межі (K-Pg), що визначає кінець крейдяного періоду і датується віком 66 ± 0,07 млн років тому. За оцінками, 90 метрів товщини формації були відкладені приблизно за 2 мільйони років.

## Палеобіологія
У формації Гелл-Крік були знайдені рештки багатьох тварин, включаючи динозаврів. Її розташування на стику східного узбережжя Ларамідії та прилеглого західного мілководдя Західного внутрішнього моря, що постійно оновлювалось та пересихало, забезпечило збереження скам'янілостей як морських, так і наземних істот. До хребетних належали динозаври, птерозаври, крокодили, хорістодери, ящірки, змії, черепахи, жаби, саламандри, риби та ссавці. Формація зберегла вражаюче різноманіття безхребетних (включаючи амонітів), морських рептилій (в тому числі мозазаврів, плезіозаврів та морських черепах) та амфібій. Серед найвідоміших знахідок динозаврів — тиранозавр, трицератопс, орнітомімові, ценагнатиди, різноманітні дрібні тероподи, пахіцефалозаври, анкілозаври, лускаті та комахи, знайдені в бурштині. Найповніший з коли-небудь знайдених скелетів гадрозаврів, едмонтозавр, на ім'я «Дакота» (або зразок NDGS 2000), був знайдений у 2000 році з формації Гелл-Крік і отримав широкого розголосу завдяки документальному фільму National Geographic, що вийшов в ефір у грудні 2007 року. Зуби акул і скатів іноді знаходять у річкових відкладеннях формації, що свідчить про те, що деякі з цих таксонів тоді, як і зараз, були пристосовані до прісної води. Фауна Гелл-Крік загалом філогенетично більш схожа на східноазійські та канадсько-аляскинські фауни, ніж на більшість кампанських північноамериканських фаун.